# 71P/Clark
71P/Clark, komet Jupiterove obitelji. 